# Perfect Creature
Perfect Creature es una película de terror y suspenso neozelandesa de 2007, escrita y dirigida por Glenn Standring y protagonizada por Saffron Burrows y Dougray Scott, ambientada en un universo alternativo de Nueva Zelanda; se estrenó en Nueva Zelanda el 18 de octubre de 2007.

## Reparto
- Dougray Scott como Hermano Silus
- Saffron Burrows como Lilly Squires
- Leo Gregory como Edgar
- Stuart Wilson como Augustus
- Scott Wills como Detective Jones
- Lauren A. Jackson como Detective Stephanie Kelly
- Craig Hall como Detective Dominic
- Robbie Magasiva como Detective Franco
- Stephen Ure como Fredrick "Freddy" Sykes
- Peter McCauley como Profesor Liepsky
- Owen Black como Hermano
- Rachel House como Forense
- Danielle Cormack como Mujer Embarazada

## Producción
Jonathan Rhys-Meyers fue elegido originalmente como el villano Edgar, pero se vio obligado a abandonar la producción debido a otros compromisos cinematográficos.
En Cannes de 2005 se anunció que 20th Century Fox había comprado los derechos para cines en Norteamérica, además de otros territorios clave, en lo que fue el acuerdo más grande entre un importante estudio estadounidense y una película de Nueva Zelanda.
La película Steampunk se rodó principalmente en Dunedin y Oamaru en la Isla Sur de Nueva Zelanda.